# Wilhelm Albert (SS-Mitglied)

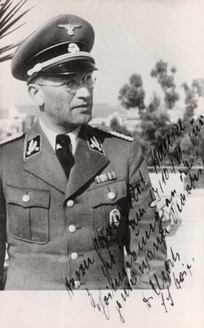
SS-Brif K. W. Albert

Karl Wilhelm Albert (* 8. September 1898 in Hessenthal; † 21. April 1960 in Erndtebrück) war ein deutscher SS-Führer und Polizeipräsident, zuletzt im Rang eines SS-Brigadeführers und Generalmajors der Polizei.

## Leben und Wirken
Albert wurde als Sohn eines Oberlehrers geboren. Nach dem Besuch der Volksschule und eines humanistischen Gymnasiums nahm er als Soldat am Ersten Weltkrieg teil. Anschließend gehörte er von 1919 bis 1921 dem Freikorps Epp an. Er absolvierte ein Studium der Elektrotechnik und wurde zum Dr.-Ing. promoviert. Danach war er als Betriebsingenieur in Würzburg und schließlich in Frankfurt am Main tätig.
Albert war schon ab 1930, ohne Parteimitglied zu sein, für den Nachrichtendienst der NSDAP tätig. Er trat zum 1. Mai 1932 in die NSDAP (Mitgliedsnummer 1.122.215) und zum 1. August 1932 in die SS (SS-Nummer 36.189) ein und wurde beim Sicherheitsdienst (SD), dem Geheimdienst der SS, tätig. Im Herbst 1933 übernahm Albert als SS-Sturmführer die Leitung des SD-Oberabschnitts West in Düsseldorf und später den SD-Oberabschnitt Rhein in Frankfurt am Main. 1935 wurde er als Nachfolger von Werner Best Personal- und Organisationschef des SD-Hauptamtes. Nach der Reorganisation des SD im Januar 1936 übernahm Albert die Leitung des neugegründeten Amtes I (Verwaltung), eines der drei SD-Ämter. Damit war er neben Reinhard Heydrich, Werner Best, Heinz Jost und Franz Six zeitweise einer der fünf institutionell ranghöchsten SD-Führer. Im April 1939 stieg er zum SS-Brigadeführer und Generalmajor der Polizei auf, seinem höchsten Rang, den er bei SS und Polizei erreichte. 1939 wurde Albert von Heydrich neben Werner Best, Walter Schellenberg, Herbert Mehlhorn und Kurt Pomme zu einem von fünf Direktoren der Nordhav-Stiftung ernannt.
Im Zuge der  Gründung des Reichssicherheitshauptamtes (RSHA) sollte Albert das geplante Amt II „Nachwuchs und Erziehung“ übernehmen, in dem unter anderem Lehrpläne und Richtlinien für die Laufbahnen an SD- und Siposchulen entwickelt werden sollten. Albert, der von Heydrich im Sommer 1939 in die Planungen einbezogen worden war, fiel bei diesem jedoch in Ungnade. Ob dies an mangelnder Eignung lag, bleibt zweifelhaft. Hans-Christian Harten vermutet eher, dass eine mutmaßliche Affäre Alberts mit Heydrichs Ehefrau in diesem Zusammenhang eine Rolle gespielt haben könnte.
Zu Beginn des Zweiten Weltkrieges wurde Albert im September 1939 mit der Wahrnehmung der Geschäfte des Polizeipräsidenten in Oppeln betraut. Ab Juli 1940 war er Polizeipräsident in Litzmannstadt (Łódź). In dem Heft 3/1941 der Fachzeitschrift Die deutsche Polizei veröffentlichte er einen antisemitischen Artikel, indem er Łódź wegen des hohen Anteils jüdischer Bevölkerung in der Stadt als „eine der kriminellsten Städte Europas“ bezeichnete. Im April 1943 inspizierte Albert das Ghetto Litzmannstadt. Nach seiner Ablösung wurde er noch 1944 Nachfolger des Regierungspräsidenten Hans Burkhardt im Regierungsbezirk Hohensalza des Warthegaus.
Nach Kriegsende war Albert bis 1947 interniert. Er wurde in der Bundesrepublik Deutschland bis zu seinem Lebensende niemals im Zusammenhang mit NS-Verbrechen vernommen.